# Championnats du monde de biathlon 2004
Navigation
Khanty-Mansiïsk 2003 Hochfilzen 2005
Les Championnats du monde de biathlon 2004 se tiennent du 7 au 15 février 2004 à Oberhof (Allemagne). Le couple franco-norvégien Poirée enlève 7 des 10 médailles d'or en jeu. Raphaël Poirée remporte 3 médailles d'or, 1 d'argent et 1 de bronze ; sa femme Liv Grete Poirée gagne 4 médailles d'or. Le seul des dix podiums où le couple vedette du biathlon n'est pas représenté est celui du 15 km individuel féminin.

## Programme
| Évènements           | Évènements | Calendrier | Calendrier | Calendrier | Calendrier | Calendrier | Calendrier | Calendrier | Calendrier | Calendrier | Calendrier | Calendrier | Calendrier |  |
| Évènements           | Évènements | sam 7      | dim 8      | lun 9      | mar 10     | mer 11     | jeu 12     | ven 13     | sa 14      | dim 15     |            |            |            |  |
| Évènements           | Évènements | février    |            |            |            |            |            |            |            |            |            |            |            |  |
| Hommes               |            |            |            |            |            |            |            |            |            |            |            |            |            |  |
| Individuel (20 km)   |            |            |            |            | 14h20      | 10h00      |            |            |            |            |            |            |            |  |
| Sprint (10 km)       | 14h00      |            |            |            |            |            |            |            |            |            |            |            |            |  |
| Poursuite (12,5 km)  |            | 15h20      |            |            |            |            |            |            |            |            |            |            |            |  |
| Mass Start (15 km)   |            |            |            |            |            |            |            |            | 14h20      |            |            |            |            |  |
| Relais (4 × 7,5 km)  |            |            |            |            |            |            | 14h20      |            |            |            |            |            |            |  |
|                      |            |            |            |            |            |            |            |            |            |            |            |            |            |  |
| Femmes               |            |            |            |            |            |            |            |            |            |            |            |            |            |  |
| Individuel (15 km)   |            |            |            | 14h20      |            |            |            |            |            |            |            |            |            |  |
| Sprint (7,5 km)      | 10h00      |            |            |            |            |            |            |            |            |            |            |            |            |  |
| Poursuite (10 km)    |            | 14h00      |            |            |            |            |            |            |            |            |            |            |            |  |
| Mass Start (12,5 km) |            |            |            |            |            |            |            | 14h20      |            |            |            |            |            |  |
| Relais (4 × 6 km)    |            |            |            |            |            | 14h20      |            |            |            |            |            |            |            |  |
|                      |            |            |            |            |            |            |            |            |            |            |            |            |            |  |

## Podiums

### Hommes
| Épreuves                              | Or                                                                 | Argent                                                                         | Bronze                                                                      |
| ------------------------------------- | ------------------------------------------------------------------ | ------------------------------------------------------------------------------ | --------------------------------------------------------------------------- |
| Individuel 20 km résultats détaillés  | Raphaël Poirée France                                              | Tomasz Sikora Pologne                                                          | Ole Einar Bjørndalen Norvège                                                |
| Sprint 10 km résultats détaillés      | Raphaël Poirée France                                              | Ricco Gross Allemagne                                                          | Ole Einar Bjørndalen Norvège                                                |
| Poursuite 12,5 km résultats détaillés | Ricco Gross Allemagne                                              | Raphaël Poirée France                                                          | Ole Einar Bjørndalen Norvège                                                |
| Mass Start 15 km résultats détaillés  | Raphaël Poirée France                                              | Lars Berger Norvège                                                            | Sergueï Konovalov Russie                                                    |
| Relais 4 × 7,5 km résultats détaillés | Allemagne- Frank Luck - Ricco Gross - Sven Fischer - Michael Greis | Norvège- Halvard Hanevold - Lars Berger - Egil Gjelland - Ole Einar Bjørndalen | France- Ferréol Cannard - Vincent Defrasne - Julien Robert - Raphaël Poirée |

### Femmes
| Épreuves                               | Or                                                                                               | Argent                                                                               | Bronze                                                                    |
| -------------------------------------- | ------------------------------------------------------------------------------------------------ | ------------------------------------------------------------------------------------ | ------------------------------------------------------------------------- |
| Individuel 15 km résultats détaillés   | Olga Pyleva Russie                                                                               | Albina Akhatova Russie                                                               | Olena Petrova Ukraine                                                     |
| Sprint 7,5 km résultats détaillés      | Liv Grete Poirée Norvège                                                                         | Anna Bogali Russie                                                                   | Ekaterina Ivanova Biélorussie Martina Glagow Allemagne                    |
| Poursuite 10 km résultats détaillés    | Liv Grete Poirée Norvège                                                                         | Martina Glagow Allemagne                                                             | Anna Bogali Russie                                                        |
| Mass Start 12,5 km résultats détaillés | Liv Grete Poirée Norvège                                                                         | Katrin Apel Allemagne                                                                | Sandrine Bailly France                                                    |
| Relais 4 × 6 km résultats détaillés    | Norvège- Linda Tjørhom - Gro Marit Istad-Kristiansen - Gunn Margit Andreassen - Liv Grete Poirée | Russie- Olga Pyleva - Svetlana Ishmouratova - Anna Bogali-Titovets - Albina Akhatova | Allemagne- Martina Glagow - Katrin Apel - Simone Denkinger - Kati Wilhelm |

## Résultats détaillés

### Hommes

#### Sprint (10km)
| Rang               | Biathlète            | Pénalités  | Temps         | Retard         |
| ------------------ | -------------------- | ---------- | ------------- | -------------- |
| Médaille d'or      | Raphaël Poirée       | 0          | 30 min 11 s 9 | —              |
| Médaille d'argent  | Ricco Groß           | 0          | 30 min 21 s 0 | + 9 s 1        |
| Médaille de bronze | Ole Einar Bjørndalen | 2 (+300 m) | 30 min 56 s 9 | + 45 s 0       |
| 4                  | Filipp Shulman       | 2 (+300 m) | 31 min 22 s 1 | + 1 min 10 s 2 |
| 5                  | Michael Greis        | 1 (+150 m) | 31 min 41 s 1 | + 1 min 29 s 2 |
| 6                  | Vincent Defrasne     | 1 (+150 m) | 31 min 51 s 9 | + 1 min 40 s 0 |
| 7                  | Sergey Rozhkov       | 1 (+150 m) | 31 min 53 s 7 | + 1 min 41 s 8 |
| 8                  | Paavo Puurunen       | 2 (+300 m) | 31 min 53 s 8 | + 1 min 41 s 9 |
| 9                  | Oleksandr Bilanenko  | 2 (+300 m) | 31 min 54 s 7 | + 1 min 42 s 8 |
| 10                 | Frode Andresen       | 5 (+750 m) | 32 min 03 s 3 | + 1 min 51 s 4 |

#### Poursuite (12,5km)
| Rang               | Biathlète              | Pénalités  | Temps         | Retard         |
| ------------------ | ---------------------- | ---------- | ------------- | -------------- |
| Médaille d'or      | 2 Ricco Groß           | 2 (+300 m) | 38 min 53 s 8 | —              |
| Médaille d'argent  | 1 Raphaël Poirée       | 2 (+300 m) | 39 min 07 s 1 | + 13 s 3       |
| Médaille de bronze | 3 Ole Einar Bjørndalen | 6 (+900 m) | 40 min 10 s 4 | + 1 min 16 s 6 |
| 4                  | 6 Vincent Defrasne     | 3 (+450 m) | 40 min 12 s 7 | + 1 min 18 s 9 |
| 5                  | 18 Halvard Hanevold    | 1 (+150 m) | 40 min 27 s 7 | + 1 min 33 s 9 |
| 6                  | 17 Tomasz Sikora       | 3 (+450 m) | 40 min 47 s 1 | + 1 min 53 s 3 |
| 7                  | 8 Paavo Puurunen       | 2 (+300 m) | 40 min 49 s 8 | + 1 min 56 s 0 |
| 8                  | 16 Sven Fischer        | 4 (+600 m) | 40 min 56 s 6 | + 2 min 02 s 8 |
| 9                  | 5 Michael Greis        | 2 (+300 m) | 41 min 08 s 2 | + 2 min 14 s 4 |
| 10                 | 7 Sergey Rozhkov       | 2 (+300 m) | 41 min 18 s 4 | + 2 min 24 s 6 |

| Le n° de dossard, déterminé par les résultats du sprint, est précisé avant le nom |

#### Individuel (20km)
| Rang               | Biathlète            | Pénalités  | Temps         | Retard         |
| ------------------ | -------------------- | ---------- | ------------- | -------------- |
| Médaille d'or      | Raphaël Poirée       | 1 (+1 min) | 51 min 37 s 9 | —              |
| Médaille d'argent  | Tomasz Sikora        | 1 (+1 min) | 52 min 33 s 4 | + 55 s 5       |
| Médaille de bronze | Ole Einar Bjørndalen | 2 (+2 min) | 52 min 38 s 4 | + 1 min 00 s 5 |
| 4                  | Ricco Groß           | 2 (+2 min) | 53 min 11 s 8 | + 1 min 33 s 9 |
| 5                  | Sergey Konovalov     | 2 (+2 min) | 53 min 30 s 4 | + 1 min 52 s 5 |
| 6                  | Sergey Rozhkov       | 1 (+1 min) | 53 min 31 s 1 | + 1 min 53 s 2 |
| 7                  | Roustam Valiouline   | 1 (+1 min) | 53 min 48 s 6 | + 2 min 10 s 7 |
| 8                  | Oleksandr Bilanenko  | 1 (+1 min) | 54 min 09 s 2 | + 2 min 31 s 3 |
| 9                  | Carl-Johan Bergman   | 1 (+1 min) | 54 min 26 s 6 | + 2 min 48 s 7 |
| 10                 | Alexei Aidarov       | 2 (+2 min) | 54 min 35 s 6 | + 2 min 57 s 7 |

#### Mass Start (15km)
| Rang               | Biathlète            | Pénalités  | Temps         | Retard         |
| ------------------ | -------------------- | ---------- | ------------- | -------------- |
| Médaille d'or      | Raphaël Poirée       | 2 (+300 m) | 40 min 31 s 7 | —              |
| Médaille d'argent  | Lars Berger          | 5 (+750 m) | 41 min 04 s 1 | + 32 s 4       |
| Médaille de bronze | Sergey Konovalov     | 2 (+300 m) | 41 min 07 s 9 | + 36 s 2       |
| 4                  | Tomasz Sikora        | 2 (+300 m) | 41 min 14 s 6 | + 42 s 9       |
| 5                  | Halvard Hanevold     | 1 (+150 m) | 41 min 14 s 9 | + 43 s 2       |
| 6                  | Vincent Defrasne     | 3 (+450 m) | 41 min 15 s 9 | + 44 s 2       |
| 7                  | Ole Einar Bjørndalen | 2 (+300 m) | 41 min 17 s 5 | + 45 s 8       |
| 8                  | Oleksandr Bilanenko  | 0          | 41 min 22 s 7 | + 51 s 0       |
| 9                  | Filipp Shulman       | 2 (+300 m) | 41 min 31 s 9 | + 1 min 00 s 2 |
| 10                 | Janez Marič          | 2 (+300 m) | 41 min 39 s 0 | + 1 min 07 s 3 |

#### Relais (4 ×7,5km)
| Rang               | Biathlètes                                                                         | Temps par biathlète                                     | Pén. + Pioches       | Temps final       | Retard         |
| ------------------ | ---------------------------------------------------------------------------------- | ------------------------------------------------------- | -------------------- | ----------------- | -------------- |
| Médaille d'or      | Allemagne Frank Luck Ricco Groß Sven Fischer Michael Greis                         | 19 min 44 s 1 19 min 08 s 3 19 min 01 s 0 19 min 56 s 9 | 0+2 0+0 0+1          | 1 h 17 min 50 s 3 | —              |
| Médaille d'argent  | Norvège Halvard Hanevold Lars Berger Egil Gjelland Ole Einar Bjørndalen            | 19 min 34 s 0 20 min 02 s 4 19 min 36 s 7 18 min 52 s 8 | 2+8 0+0 2+4 0+1 0+3  | 1 h 18 min 06 s 0 | + 15 s 7       |
| Médaille de bronze | France Ferréol Cannard Vincent Defrasne Julien Robert Raphaël Poirée               | 20 min 15 s 3 19 min 14 s 3 20 min 00 s 5 18 min 53 s 4 | 0+2 0+0 0+1 0+0 0+1  | 1 h 18 min 23 s 6 | + 33 s 3       |
| 4                  | Biélorussie Alexei Aidarov Vladimir Dratchev Roustam Valiouline Aleh Ryjankow      | 20 min 06 s 3 19 min 12 s 2 19 min 52 s 3 19 min 15 s 9 | 0+6 0+2 0+1 0+2 0+1  | 1 h 18 min 26 s 8 | + 36 s 5       |
| 5                  | Russie Filipp Shulman Sergey Konovalov Nikolay Kruglov Sergey Rozhkov              | 19 min 41 s 4 19 min 42 s 3 19 min 49 s 1 19 min 27 s 3 | 0+4 0+1              | 1 h 18 min 40 s 2 | + 49 s 9       |
| 6                  | Suède Carl-Johan Bergman David Ekholm Mattias Nilsson Björn Ferry                  | 20 min 05 s 4 20 min 23 s 2 19 min 53 s 4 20 min 05 s 8 | 0+10 0+3 0+2         | 1 h 20 min 28 s 0 | + 2 min 37 s 7 |
| 7                  | Ukraine Oleksandr Bilanenko Aleksey Korobeynikov Vyacheslav Derkach Ruslan Lysenko | 20 min 09 s 1 19 min 46 s 0 20 min 40 s 9 19 min 57 s 1 | 1+12 1+4 0+0 0+4     | 1 h 20 min 33 s 3 | + 2 min 43 s 0 |
| 8                  | Tchéquie Petr Garabík Tomáš Holubec Roman Dostál Michal Šlesingr                   | 20 min 07 s 5 19 min 57 s 0 20 min 45 s 3 19 min 48 s 5 | 1+8 0+0 0+3 1+3 0+2  | 1 h 20 min 38 s 5 | + 2 min 48 s 2 |
| 9                  | Autriche Christoph Sumann Daniel Mesotitsch Ludwig Gredler Wolfgang Rottmann       | 20 min 31 s 7 20 min 07 s 9 20 min 09 s 8 20 min 12 s 5 | 0+12 0+4 0+3 0+2 0+3 | 1 h 21 min 02 s 1 | + 3 min 11 s 8 |
| 10                 | Slovaquie Pavol Hurajt Pavol Novák Miroslav Matiaško Marek Matiaško                | 20 min 09 s 7 20 min 14 s 8 20 min 53 s 9 19 min 58 s 3 | 0+11 0+3 0+4 0+2     | 1 h 21 min 02 s 1 | + 3 min 26 s 5 |

### Femmes

#### Sprint (7,5km)
| Rang               | Biathlète             | Pénalités  | Temps         | Retard         |
| ------------------ | --------------------- | ---------- | ------------- | -------------- |
| Médaille d'or      | Liv Grete Poirée      | 1 (+150 m) | 25 min 51 s 0 | —              |
| Médaille d'argent  | Anna Bogali           | 0          | 26 min 11 s 6 | + 20 s 6       |
| Médaille de bronze | Ekaterina Ivanova     | 1 (+150 m) | 26 min 44 s 2 | + 53 s 2       |
| Médaille de bronze | Martina Glagow        | 1 (+150 m) | 26 min 44 s 2 | + 53 s 2       |
| 5                  | Sandrine Bailly       | 2 (+300 m) | 27 min 06 s 2 | + 1 min 15 s 2 |
| 6                  | Irina Nikoultchina    | 3 (+450 m) | 27 min 10 s 0 | + 1 min 19 s 0 |
| 7                  | Christelle Gros       | 2 (+300 m) | 27 min 15 s 8 | + 1 min 24 s 8 |
| 8                  | Olena Zubrilova       | 2 (+300 m) | 27 min 18 s 0 | + 1 min 27 s 0 |
| 9                  | Svetlana Ishmouratova | 2 (+300 m) | 27 min 20 s 0 | + 1 min 29 s 0 |
| 10                 | Nathalie Santer       | 2 (+300 m) | 27 min 26 s 7 | + 1 min 35 s 7 |

#### Poursuite (10km)
| Rang               | Biathlète                      | Pénalités    | Temps         | Retard         |
| ------------------ | ------------------------------ | ------------ | ------------- | -------------- |
| Médaille d'or      | 1 Liv Grete Poirée             | 4 (+600 m)   | 37 min 39 s 3 | —              |
| Médaille d'argent  | 4 Martina Glagow               | 3 (+450 m)   | 38 min 00 s 6 | + 21 s 3       |
| Médaille de bronze | 2 Anna Bogali                  | 5 (+750 m)   | 38 min 42 s 6 | + 1 min 03 s 3 |
| 4                  | 8 Olena Zubrilova              | 4 (+600 m)   | 39 min 03 s 5 | + 1 min 24 s 2 |
| 5                  | 9 Svetlana Ishmouratova        | 3 (+450 m)   | 39 min 11 s 1 | + 1 min 31 s 8 |
| 6                  | 3 Ekaterina Ivanova            | 6 (+900 m)   | 39 min 36 s 1 | + 1 min 56 s 8 |
| 7                  | 16 Gro Marit Istad-Kristiansen | 5 (+750 m)   | 39 min 37 s 4 | + 1 min 58 s 1 |
| 8                  | 7 Christelle Gros              | 4 (+600 m)   | 39 min 41 s 4 | + 2 min 02 s 1 |
| 9                  | 6 Irina Nikoultchina           | 8 (+1 200 m) | 39 min 44 s 4 | + 2 min 05 s 1 |
| 10                 | 17 Natalia Sorokina            | 4 (+600 m)   | 39 min 52 s 3 | + 2 min 13 s 0 |

| Le n° de dossard, déterminé par les résultats du sprint, est précisé avant le nom |

#### Individuel (15km)
| Rang               | Biathlète        | Pénalités  | Temps         | Retard         |
| ------------------ | ---------------- | ---------- | ------------- | -------------- |
| Médaille d'or      | Olga Medvedtseva | 1 (+1 min) | 49 min 43 s 0 | —              |
| Médaille d'argent  | Albina Akhatova  | 1 (+1 min) | 50 min 24 s 0 | + 41 s 0       |
| Médaille de bronze | Olena Petrova    | 3 (+3 min) | 51 min 24 s 5 | + 1 min 41 s 5 |
| 4                  | Sandrine Bailly  | 4 (+4 min) | 51 min 44 s 6 | + 2 min 01 s 6 |
| 5                  | Sylvie Becaert   | 2 (+2 min) | 52 min 03 s 2 | + 2 min 20 s 2 |
| 6                  | Martina Glagow   | 3 (+3 min) | 52 min 11 s 9 | + 2 min 28 s 9 |
| 7                  | Christelle Gros  | 4 (+4 min) | 52 min 32 s 3 | + 2 min 49 s 3 |
| 8                  | Liv Grete Poirée | 5 (+5 min) | 52 min 37 s 7 | + 2 min 54 s 7 |
| 9                  | Simone Hauswald  | 4 (+4 min) | 52 min 46 s 4 | + 3 min 03 s 4 |
| 10                 | Anna Bogali      | 4 (+4 min) | 52 min 47 s 8 | + 3 min 04 s 8 |

#### Mass Start (12,5km)
| Rang               | Biathlète                   | Pénalités  | Temps         | Retard         |
| ------------------ | --------------------------- | ---------- | ------------- | -------------- |
| Médaille d'or      | Liv Grete Poirée            | 2 (+300 m) | 39 min 46 s 1 | —              |
| Médaille d'argent  | Katrin Apel                 | 2 (+300 m) | 41 min 10 s 0 | + 1 min 23 s 9 |
| Médaille de bronze | Sandrine Bailly             | 3 (+450 m) | 41 min 51 s 7 | + 2 min 05 s 2 |
| 4                  | Simone Hauswald             | 4 (+600 m) | 41 min 11 s 6 | + 2 min 42 s 9 |
| 5                  | Gro Marit Istad-Kristiansen | 3 (+450 m) | 42 min 16 s 1 | + 2 min 43 s 2 |
| 6                  | Ekaterina Dafovska          | 3 (+450 m) | 42 min 15 s 9 | + 2 min 29 s 8 |
| 7                  | Natalia Sorokina            | 5 (+750 m) | 42 min 24 s 0 | + 2 min 37 s 9 |
| 8                  | Sylvie Becaert              | 2 (+300 m) | 42 min 25 s 6 | + 2 min 39 s 5 |
| 9                  | Uschi Disl                  | 5 (+750 m) | 42 min 33 s 1 | + 2 min 47 s 0 |
| 10                 | Kati Wilhelm                | 4 (+600 m) | 42 min 42 s 4 | + 2 min 56 s 3 |

#### Relais (4 ×6km)
| Rang               | Biathlètes                                                                          | Temps par biathlète                                     | Pén. + Pioches       | Temps final       | Retard         |
| ------------------ | ----------------------------------------------------------------------------------- | ------------------------------------------------------- | -------------------- | ----------------- | -------------- |
| Médaille d'or      | Norvège Linda Tjørhom Gro Istad-Kristiansen Gunn Margit Andreassen Liv Grete Poirée | 19 min 16 s 8 19 min 26 s 8 19 min 06 s 2 19 min 09 s 9 | 0+12 0+1 0+5 0+1 0+5 | 1 h 16 min 59 s 8 | —              |
| Médaille d'argent  | Russie Olga Pyleva Svetlana Ichmouratova Anna Bogali Albina Akhatova                | 19 min 23 s 8 19 min 37 s 8 19 min 17 s 6 19 min 48 s 7 | 0+9 0+3 0+1 0+2      | 1 h 18 min 08 s 0 | + 1 min 08 s 2 |
| Médaille de bronze | Allemagne Martina Glagow Katrin Apel Simone Denkinger Kati Wilhelm                  | 18 min 53 s 0 20 min 01 s 5 19 min 18 s 2 20 min 05 s 5 | 2+12 0+0 1+4 0+2 1+6 | 1 h 18 min 18 s 4 | + 1 min 18 s 6 |
| 4                  | Biélorussie Ekaterina Ivanova Ksenia Zikunkova Olga Nazarova Olena Zubrilova        | 19 min 13 s 4 20 min 46 s 3 19 min 34 s 0 18 min 56 s 2 | 1+6 0+0 1+3 0+2 0+1  | 1 h 18 min 30 s 1 | + 1 min 30 s 3 |
| 5                  | France Sylvie Becaert Christelle Gros Corinne Niogret Sandrine Bailly               | 19 min 28 s 0 20 min 43 s 3 19 min 49 s 1 18 min 39 s 4 | 1+11 0+3 1+5 0+3 0+0 | 1 h 18 min 39 s 9 | + 1 min 40 s 1 |
| 6                  | Bulgarie Pavlina Filipova Irina Nikoultchina Radka Popova Ekaterina Dafovska        | 20 min 11 s 4 19 min 57 s 8 19 min 59 s 6 19 min 11 s 7 | 1+11 0+4 1+4 0+2 0+1 | 1 h 19 min 20 s 7 | + 2 min 20 s 9 |
| 7                  | Ukraine Oksana Yakovleva Nina Lemesh Irina Tananaiko Olena Petrova                  | 19 min 35 s 2 20 min 02 s 9 20 min 34 s 4 19 min 49 s 7 | 0+8 0+2 0+1 0+3      | 1 h 20 min 02 s 3 | + 3 min 02 s 5 |
| 8                  | Pologne Krystyna Pałka Magdalena Grzywa Magdalena Gwizdoń Katarzyna Ponikwia        | 20 min 27 s 0 20 min 01 s 7 19 min 29 s 3 20 min 21 s 9 | 0+4 0+3 0+0 0+1 0+0  | 1 h 20 min 20 s 0 | + 3 min 20 s 2 |
| 9                  | Tchéquie Magda Rezlerová Irena Česneková Zdeňka Vejnarová Kateřina Holubcová        | 21 min 04 s 2 20 min 18 s 8 19 min 44 s 6 19 min 37 s 9 | 1+9 1+5 0+3 0+0 0+1  | 1 h 20 min 45 s 7 | + 3 min 45 s 9 |
| 10                 | Slovénie Andreja Mali Teja Gregorin Dijana Ravnikar Tadeja Brankovič                | 20 min 49 s 6 19 min 47 s 6 20 min 27 s 2 20 min 15 s 7 | 1+14 1+6 0+0 0+3 0+5 | 1 h 21 min 20 s 2 | + 4 min 20 s 4 |

## Tableau des médailles
| Médailles | Pays        | Or | Argent | Bronze | Ensemble |
| --------- | ----------- | -- | ------ | ------ | -------- |
| 1         | Norvège     | 4  | 2      | 3      | 9        |
| 2         | France      | 3  | 1      | 2      | 6        |
| 3         | Allemagne   | 2  | 3      | 2      | 7        |
| 4         | Russie      | 1  | 3      | 2      | 6        |
| 5         | Pologne     | 0  | 1      | 0      | 1        |
| 6         | Biélorussie | 0  | 0      | 1      | 1        |
| 6         | Ukraine     | 0  | 0      | 1      | 1        |